# Muhammad Basindawa
Mohammed Salim Basindawa (em árabe: محمد باسندوة; Aden, 4 de abril de 1935) é um político iemenita que atuou como primeiro-ministro entre 10 de dezembro de 2011 e 21 de setembro de 2014.